# Oches
Oches település Franciaországban, Ardennes megyében. Lakosainak száma 34 fő (2022. január 1.). Oches Les Grandes-Armoises, La Berlière, Saint-Pierremont, Sy és Verrières községekkel határos.

## Népesség
A település népességének változása:
| Lakosok száma | 55   | 39   | 43   | 33   | 43   | 44   | 44   | 44   | 41   | 34   |
|               | 1968 | 1982 | 1990 | 2006 | 2013 | 2015 | 2017 | 2019 | 2020 | 2022 |